# Þverfjall (berg i Island, Norðurland eystra, lat 65,98, long -18,86)
Þverfjall är ett berg i republiken Island. Det ligger i regionen Norðurland eystra, 250 km nordost om huvudstaden Reykjavík. Toppen på Þverfjall är 750 meter över havet.
Runt Þverfjall är det mycket glesbefolkat, med 3 invånare per kvadratkilometer. Närmaste större samhälle är Dalvík, omkring 15 kilometer öster om Þverfjall. Trakten runt Þverfjall består i huvudsak av gräsmarker.